# Morte a passo di valzer
Morte a passo di valzer è una miniserie televisiva italiana trasmessa nel 1979 sulla Rete 1 e diretta da Giovanni Fago. 